# 1824 na ciência

## Eventos
- Isolamento dos elementos químicos Zircônio[1][2] e Silício[3]

## Nascimentos
| Data        | Nome                | Profissão                      | Nacionalidade                         | Observações | Ref                     |
| ----------- | ------------------- | ------------------------------ | ------------------------------------- | --- | ----------------------- |
| 20 de abril | Peter Martin Duncan | paleontólogo                   | Reino Unido da Grã-Bretanha e Irlanda | m. 1891 Medalha Wollaston 1881                                                                                    | [ 4 ]                   |
| 26 de junho | William Thomson     | físico-matemático e engenheiro | Reino Unido                           | m. 1907 Medalha Copley 1883 Medalha Matteucci 1876 Medalha Real 1856 Prémio Poncelet 1873 Medalha John Fritz 1905 | [ 5 ] [ 6 ] [ 7 ] [ 8 ] |

## Mortes
| Data | Nome | Profissão | Nacionalidade | Observações | Ref |
| ---- | ---- | --------- | ------------- | ----------- | --- |

## Prémios
Medalha Copley
- John Brinkley[5]